# Hrabstwo Lancaster (Pensylwania)

Piramida wieku hrabstwa

Hrabstwo Lancaster (ang. Lancaster County) – hrabstwo w stanie Pensylwania w USA. Zajmuje powierzchnię lądową 2445km². Według danych szacunkowych z roku 2019 liczy 545,7 tys. mieszkańców. Stolicą hrabstwa jest Lancaster. 
Najbardziej znana, najstarsza i najczęściej odwiedzana osada amiszów na świecie. Według danych z 2017 roku mieszkało tu blisko 37 tys. wyznawców. 